# Aloe bruynsii
Aloe bruynsii ist eine Pflanzenart der Gattung der Aloen in der Unterfamilie der Affodillgewächse (Asphodeloideae). Das Artepitheton bruynsii ehrt den südafrikanischen Mathematiker und Spezialisten für sukkulente Pflanzen Peter Vincent Bruyns (* 1957).

## Beschreibung

### Vegetative Merkmale
Aloe bruynsii wächst stammbildend, verzweigt von der Basis aus und bildet Gruppen mit einem Durchmesser von bis zu 30 Zentimetern. Die aufrechten bis niederliegenden Stämme erreichen eine Länge von bis zu 20 Zentimeter und sind 7 bis 9 Millimeter dick. Die 18 bis 28 ausgebreitet-zurückgebogenen, lanzettlich-sichelförmigen Laubblätter bilden dichte Rosetten. Die limettengrüne bis rötliche Blattspreite ist 16 Zentimeter lang und 2 Zentimeter breit. Die festen Zähne am Blattrand sind 1 Millimeter lang und stehen 3 bis 7 Millimeter voneinander entfernt. Der Blattsaft ist blassgrün. Er trocknet farblos.

### Blütenstände und Blüten
Der in der Regel einfache Blütenstand, nur selten wird ein Zweig ausgebildet, erreicht eine Länge von 15 bis 30 Zentimeter. Die ziemlich lockeren, kopfigen Trauben sind bis zu 5 Zentimeter lang. Die blassbraunen, lanzettlichen Brakteen weisen eine Länge von etwa 5 Millimeter auf und sind 1 Millimeter breit. Die an ihrer Basis blass orangefarbenen oder zitronengelben Blüten sind darüber gelblich bis grünlich an der Mündung. Sie stehen an 10 bis 20 Millimeter langen Blütenstielen. Die Blüten sind 19 bis 20 Millimeter lang. Auf Höhe des Fruchtknotens weisen die Blüten einen Durchmesser von 5 Millimeter auf. Ihre äußeren Perigonblätter sind auf einer Länge von etwa 15 Millimetern nicht miteinander verwachsen. Die Staubblätter und der Griffel ragen kaum aus der Blüte heraus.

## Systematik und Verbreitung
Aloe bruynsii ist auf Madagaskar auf Gneishängen in Höhen von 400 bis 600 Metern verbreitet.
Die Erstbeschreibung durch Paul Irwin Forster wurde 2003 veröffentlicht.

## Nachweise